# Lover (chanson de Taylor Swift)
Pour les articles homonymes, voir Lover.
Singles de Taylor Swift
You Need to Calm Down
(2019) The Man
(2019)
Lover est le troisième single de l'album du même nom de la chanteuse américaine Taylor Swift. Écrite par elle-même, la chanson a des tonalités très "country". Le titre sort le 16 août 2019 soit deux mois après la sortie de son deuxième single "You Need to Calm Down" en juin. La chanson sort chez Taylor Swift Productions et Republic Records et s'écoule à un million d’exemplaires aux États-Unis après trois mois. Sur Spotify, le single enregistre plus de 170 millions de streams et devient le seizième titre le plus écouté de la chanteuse sur la plateforme derrière "You Belong With Me" sorti en 2009 et devant "Bad Blood" sorti en 2015. Après sa sortie, "Lover" reçoit de bonnes critiques et parvient à se classer dans le Top10 et le Top20 des charts de plusieurs pays comme au Canada, en Irlande ou en Nouvelle-Zélande. Le 13 novembre 2019, la chanteuse annonce un remix de la chanson comprenant des instrumentaux retravaillés et un invité, le chanteur canadien Shawn Mendes.

## Clip musical
Le 15 août 2019, la chanteuse annonce sur les réseaux sociaux qu'elle diffusera en avant première lors d'une session de questions-réponses en direct sur YouTube le clip un jour avant la date de la sortie de l'album Lover le 22 août 2019. La vidéo met en scène  Taylor Swift et le danseur Christian Owens présenté comme son amant et qui figure également dans les deux tournées de la chanteuse comme danseur dans The 1989 World Tour en 2015 et le Reputation Stadium Tour en 2018. La scène se passe dans une maison, filmé dans différentes pièces (salon, chambre, grenier...). Il a été tourné sur un plateau à Hollywood, en Californie. De plus, le concept des paroles de la chanson "You Are in Love" de l'album 1989 en 2014 a inspiré la réalisation de la vidéo. 

## Performance live
"Lover" a été interprété six fois par Taylor Swift lors de performance live devant un public ou chez une radio. Le 26 août 2019, à l'occasion des MTV Video Music Awards en 2019, elle joue, avec guitare dans la main, pour la première fois son titre après avoir chanté précédemment "You Need to Calm Down". Le 2 septembre 2019, Swift interprète la chanson chez la radio britannique BBC qui est spécialisée dans la musique actuelle et plutôt destinée à un public jeune. Le 9 septembre 2019, elle chante son single lors du concert City of Lover à Paris en France.  Le 5 octobre 2019, la chanteuse performe au Saturday Night Live le titre essentiellement joué avec un piano. Le 11 octobre 2019, elle se produit pour NPR Music pour un concert. Enfin, le 11 octobre 2019, l'artiste se présente au concert de charité We Can Survive à Los Angeles, en Californie pour y jouer son morceau. 

## Accueil

### Critiques de la presse
"Lover" séduit les critiques partout dans le monde. En France, le site Pure Charts qualifie le titre sonnant comme "une ballade romantique". Le Figaro remarque sur "Lover" "l'écriture et la voix de la chanteuse qui ne manquent pas de charme". Le site On The Move affirme "une mélodie pleine de bons sentiments, de romantisme, pleine de rêve et également une légèreté doucereuse. Aux États-Unis, les plus grands journaux critiquent le titre de façon élogieuse. Jason Lipshutz de Billboard souligne une fois de plus que le morceau "transmettait efficacement des signaux romantiques" avec "l'écriture magistrale" de la chanteuse. Hugh McIntyre, écrivant pour Forbes observe le côté "nostalgique" de la chanson et la qualifie comme étant "indéniablement jolie" mais ajoute qu'il était difficile de l'imaginer devenir "un coup durable" ou "un véritable fracas".

### Résultats dans les classements
"Lover" se classe dix-neuvième aux États-Unis la première semaine de sa sortie le 31 août 2019. Le 7 septembre 2019, pour sa deuxième semaine passé dans le classement américain, le titre grimpe de neuf places pour atteindre la dixième place dans les charts. Grâce à cette position, la chanteuse cumule à présent vingt-deux singles à se classer au Top 10 du Billboard Hot 100. Dans les autres pays, "Lover" se classe dans le Top 10 en Australie et en Nouvelle-Zélande à la troisième place, au Canada et en Irlande à la septième place et au Singapour et en Malaisie en deuxième position. Le titre se trouve dans le Top 20 en Écosse à la douzième place, en Grèce à la quinzième place et au Royaume-Uni en quatorzième position. Le single est également certifié disque de platine en Australie pour 70 000 ventes et disque d'or en Nouvelle-Zélande pour 15 000 ventes.  

## Crédits
Crédits adaptés par Tidal.
- Taylor Swift : voix, auteur-compositeur, productrice
- Jack Antonoff : producteur, programmeur, ingénieur du son, guitare acoustique, guitare basse, piano, clavier, tambours, percussion
- Laura Sisk : Ingénieur du son
- John Rooney : Assistant (ingénieur du son)
- Serban Ghenea : Mixeur
- John Hanes : Ingénieur (mix)

## Classements
| Chart (2019)                             | Meilleure position |
| ---------------------------------------- | ------------------ |
| Allemagne (Official German Charts)       | 61                 |
| Australie (ARIA)                         | 3                  |
| Autriche (Ö3 Austria Top 40)             | 47                 |
| Belgique (Ultratop 50 Flandre)           | 23                 |
| Belgique (Ultratop 50 Wallonie)          | 45                 |
| Canada (Canadian Hot 100)                | 7                  |
| Croatie (HRT)                            | 39                 |
| Écosse (Official Charts Company)         | 12                 |
| Espagne (PROMUSICAE)                     | 87                 |
| Grèce (IFPI)                             | 15                 |
| Irlande (IRMA)                           | 7                  |
| Italie (FIMI)                            | 87                 |
| Japon (Japan Hot 100)                    | 76                 |
| Malaisie (RIM)                           | 2                  |
| Nouvelle-Zélande (Recorded Music NZ)     | 3                  |
| Pays-Bas (Dutch Top 40)                  | 79                 |
| Portugal (AFP)                           | 42                 |
| Singapour (RIAS)                         | 2                  |
| Suède (Sverigetopplistan)                | 37                 |
| Suisse (Schweizer Hitparade)             | 87                 |
| Royaume-Uni (Official Charts Company)    | 14                 |
| Etats-Unis (Billboard Hot 100)           | 10                 |
| Etats-Unis (Adult Contemporary)          | 22                 |
| Etats-Unis (Adult Top 40)                | 13                 |
| États-Unis (Mainstream Top 40 Billboard) | 18                 |
| États-Unis (Digital Songs Billboard)     | 1                  |
| États-Unis (Rolling Stone Top 100)       | 2                  |

## Certifications
| Pays                    | Certification | Ventes certifiées |
| ----------------------- | ------------- | ----------------- |
| Australie (ARIA)        | Platine       | 70 000            |
| Nouvelle-Zélande (RMNZ) | Or            | 15 000            |

## Réalisation
| Pays          | Date              | Format                                 | Version   | Label                    |
| ------------- | ----------------- | -------------------------------------- | --------- | ------------------------ |
| Dans le monde | 16 août 2019      | Digital et streaming                   | Originale | Taylor Swift Productions |
| Royaume-Uni   | 17 août 2019      | Contemporary hit radio                 | Originale | Virgin EMI Records       |
| Italie        | 6 septembre 2019  | Contemporary hit radio                 | Originale | Universal Music Group    |
| États-Unis    | 14 septembre 2019 | Top 40 radio, adult contemporary radio | Originale | Republic Records         |